# Eusebio Blasco
Eusebio Blasco Soler (Zaragoza, 28 de abril de 1844-Madrid, 25 de febrero de 1903), escritor, periodista, poeta y dramaturgo español, 

## Biografía
Nació el 28 de abril de 1844 en Zaragoza. De familia aristocrática, hijo de un arquitecto, era hermano mayor del dramaturgo Ricardo Blasco Soler (1852-1917).
Comenzó estudios de arquitectura, que abandonó para dedicarse al periodismo. Se inició en Zaragoza, en el semanario satírico La Fritada (1862), y allí estrenó, en el coliseo del Coso, su primera obra teatral: Vidas ajenas. A los 19 años marchó a Madrid para trabajar en todo tipo de publicaciones, entre ellas el Gil Blas y La Discusión. Fue amigo del tenor Julián Gayarre y de Gustavo Adolfo Bécquer, al que conoció en 1866 cuando éste era censor de novelas. A causa de los disturbios revolucionarios de ese año, en los que estuvo implicado como miembro del partido demócrata, tuvo que marcharse al año siguiente a París.
Regresó en 1868 a Madrid participando en la instauración de La Gloriosa. Al año siguiente, sus influencias políticas le permitieron estar como corresponsal en la inauguración del canal de Suez y llegar a ser secretario del ministro de Gobernación, Nicolás María Rivero. En 1872 se casó con Mariana Paniagua. 

Hizo amistad con políticos como Juan Prim, Ruiz Zorrilla, Emilio Castelar o Arrieta, y acabó cambiando su juvenil democratismo liberal por la monarquía representada en la ideología conservadora de Cánovas, maniobra que le permitió conseguir el cargo de director general de Correos con la Restauración. 

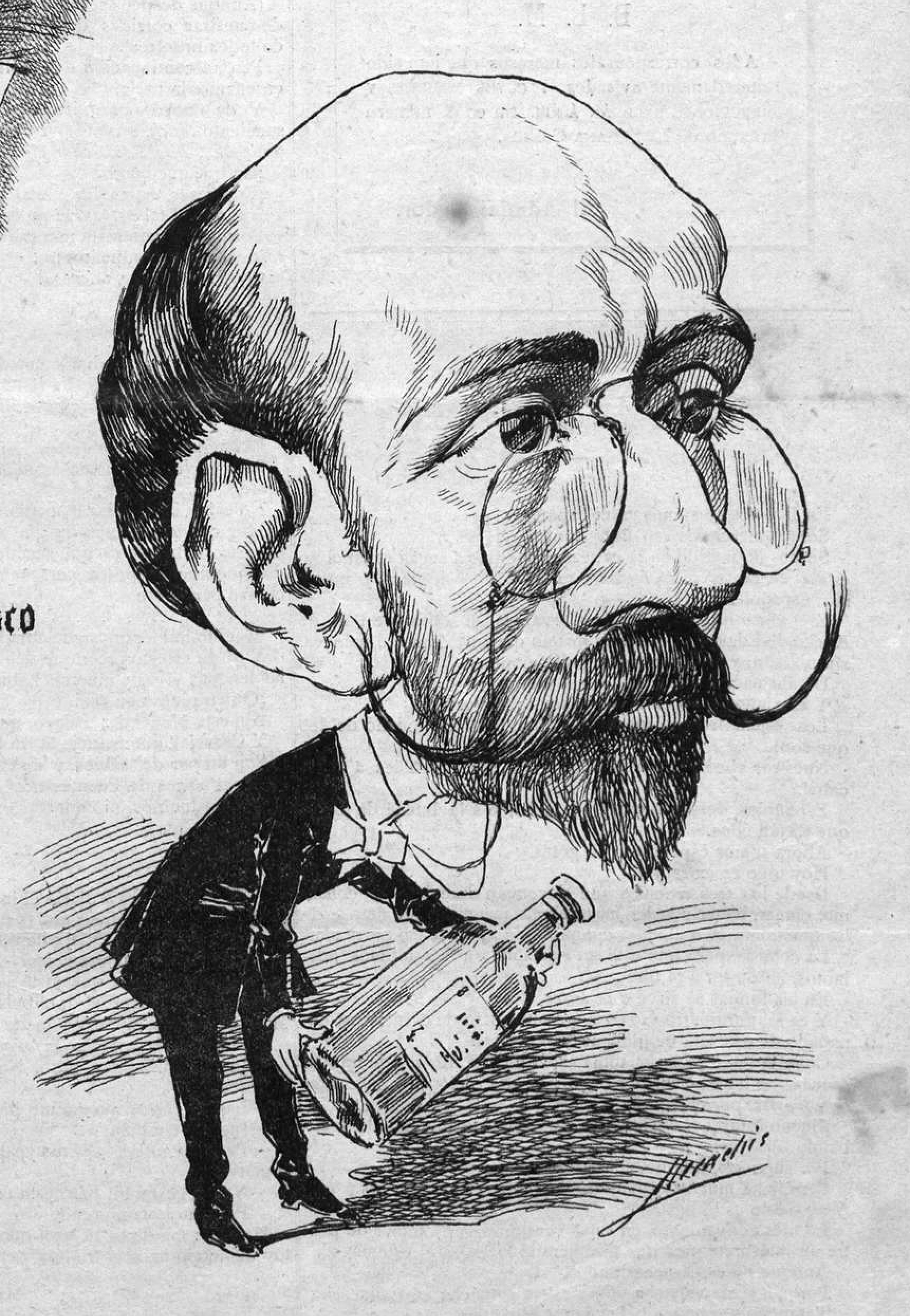
Caricaturizado por Mecachis (La Semana Cómica, 10 de agosto de 1888)

Pasó después 13 años en París, donde visitaba a la reina Isabel II e incluso al amante único de su consorte Francisco de Asís, Antonio Ramos de Meneses. En la capital francesa fue redactor en lengua francesa (que dominaba a la perfección) de Le Figaro (1881-1894) y dejó testimonio de esos años en libros como París íntimo: impresiones, biografías instantáneas, retratos y siluetas (1894). Allí tuvo durante algún tiempo como secretario particular al escritor Manuel Bueno. 
A partir de su regreso a Madrid participó de modo activo en la vida del Ateneo. Se presentó en 1899 al congreso como socialista católico sin obtener escaño. Fundó en 1898 la revista 'Vida Nueva'. Se le atribuye la invención de la palabra «suripanta» (como miembro de un coro de vedettes del género lírico), incorporada al diccionario de la Real Academia Española en 1925. 
Destacó también como letrista de canciones, entre las que se puede citar La Partida. Viajó en diversas etapas de su vida por todo el mundo: Nueva York, San Peterburgo, Italia, Europa central y sobre todo París. Falleció en 1903 en su casa madrileña de la calle de Cervantes, abrazado al parecer a una imagen de la Virgen del Pilar.
Entre sus obras destacan por su interés histórico y literario unas Memorias íntimas que figuran en el tomo IV de los XXVII que abarcan sus Obras Completas (1903-1906).

## Obra

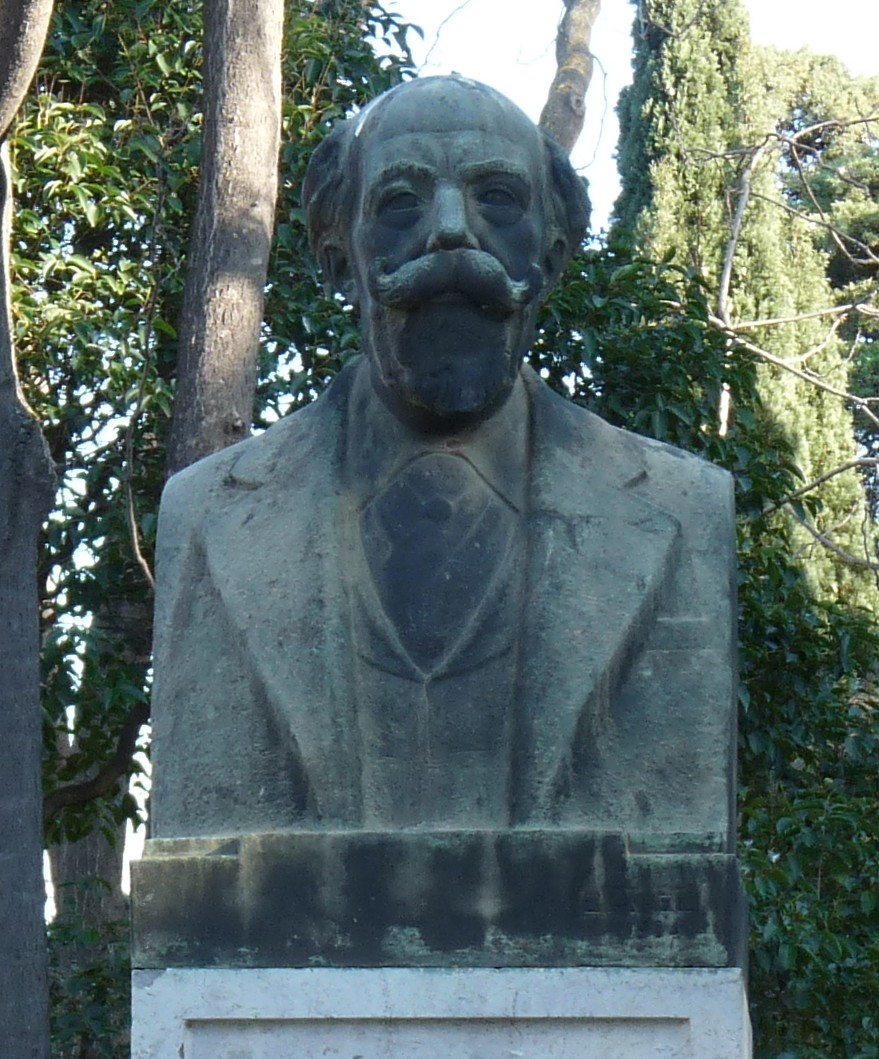
Busto de Eusebio Blasco realizado por Enrique Anel en 1928, situado en el Parque Grande en Zaragoza. La escultura original fue robada en enero de 1934 y Enrique Anel tuvo que modelar una nueva que fue colocada en septiembre de 1934.

Escritor fecundo: 27 volúmenes abarca la edición de sus Obras completas (Madrid: 1903-1906). Publicó colecciones de artículos, como Los curas en camisa (1866), pero fue sobre todo un destacado comediógrafo (se le deben no menos de 74 comedias), novelista (Los dulces de la boda, 1872; Busilis: relación contemporánea, 1881) y poeta (Arpegios, 1866; Epigramas, 1881). A pesar de residir la mayor parte de su vida fuera de Aragón, mantuvo siempre una actitud decididamente aragonesista,[cita requerida] siendo autor de unos mordaces y cómicos Cuentos aragoneses (1905, y segunda serie, de la que aparecieron dos volúmenes, uno en 1905 y otro, con ligeras variantes, en 1906).
Su vida fue muy novelesca, y sobre ella escribió el libro Memorias íntimas. De una curiosidad enfermiza, fue mordaz en muchas ocasiones y siempre ingenioso. Frecuentó y conoció la bohemia, el éxito y el fracaso, y fue un escritor torrencial que dejó abundante obra dispersa. Dejó versos, artículos de costumbres, crítica literaria, polémicas políticas. Cultivó el teatro breve por horas y practicó con frecuencia la comedia teatral, con obras como El joven Telémaco (primera pieza estrenada en España del género bufo, parodiando la novela de Fenelón y supuestamente escrita en seis días en 1866) o Los novios de Teruel; también hizo comedias costumbristas como El pañuelo blanco. Otras obras suyas son El baile de la condesa, La mosca blanca, No lo hagas y no la temas, Padres e hijos, La corte del rey Reuma, La mujer de Ulises, Un joven audaz, El vecino de enfrente, Levantar muertos, Ni tanto ni tan poco, La procesión, por dentro, La suegra del diablo, La señora del cuarto bajo y El oro y el moro.
Dirigió la obra costumbrista Madrid por dentro y por fuera (1873), escrita por diversos autores.

## Obras

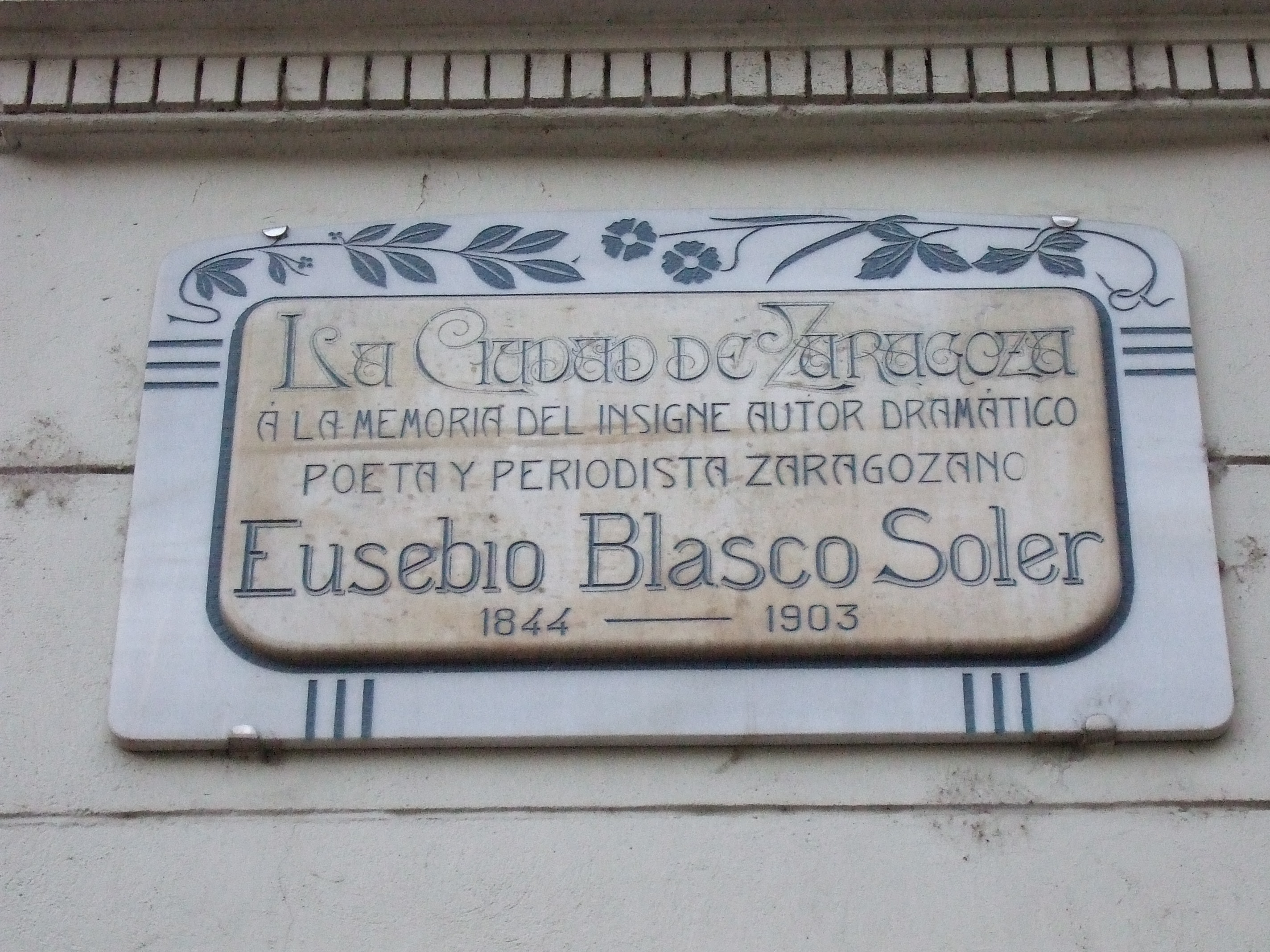
Placa dedicada al autor en Zaragoza, en el Teatro Principal.

- Obras completas, Madrid, 1905-1906, 27 vols.

### Viajes y biografías
- Recuerdos, notas íntimas de Francia y España. Madrid: Librería Fernando Fé, 1894.
- Mis contemporáneos. Semblanzas varias, 1886.
- "Memorias íntimas", en sus Obras completas, vol. IV.

### Artículos
- Los curas en camisa, 1866.

### Narrativa
- Los dulces de la boda, 1872.
- Busilis: relación contemporánea, 1881.
- Cuentos aragoneses, 1905.

### Poesía
- Arpegios, 1866.
- Soledades, 1876.
- Poesías festivas, 1880.
- Epigramas, 1881.

### Teatro
El anzuelo (1874), Levantar muertos (en colaboración con Ramos Carrión), Moros en la costa (1879), Buena, bonita y barata (1880) y Cabeza de chorlito (1886).
- La mujer de Ulises : juguete cómico en un acto en verso, 1865
- El joven Telémaco, 1866, parodia bufa.
- Pablo y Virginia, 1867, parodia bufa.
- Los novios de Teruel, 1867, parodia bufa.
- La corte del rey Reuma, 1886, parodia bufa.
- Los dulces de la boda, 1871.
- El baile de la condesa, 1872.
- La procesión por dentro, 1873.
- El anzuelo, 1874.
- La rosa amarilla, 1877.
- Moros en la costa, 1879.
- Buena, bonita y barata, 1880.
- Con Miguel Ramos Carrión, Levantar muertos, comedia en dos actos y en prosa, 1873-1874, y 1880.
- La posada de Lucas, 1882.
- Cabeza de chorlito, 1886.
- Un joven andaluz, 1874, juguete cómico.
- Juan de León, 1895, drama.